# 10436 Janwillempel
10436 Janwillempel (6073 P-L) là một tiểu hành tinh vành đai chính.